# Buckingham-Brunnen

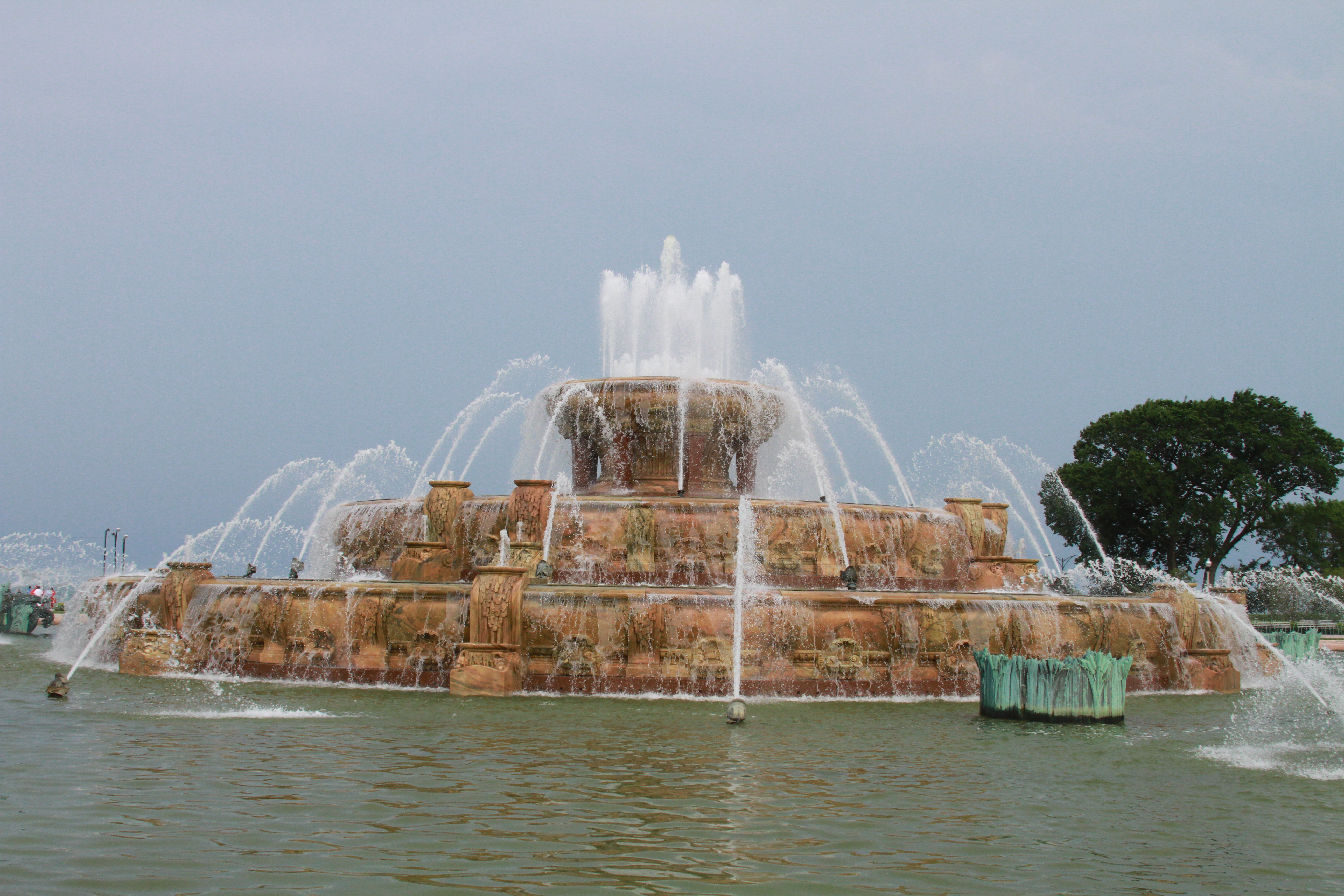
Buckingham-Brunnen in Chicago, 2011

Der Buckingham-Brunnen (engl. Buckingham Fountain, offiziell Clarence F. Buckingham Memorial Fountain) ist ein Springbrunnen im Grant Park der US-amerikanischen Stadt Chicago.
Er wurde von Edward H. Bennet entworfen und mit Skulpturen von Jacques Lambert beschmückt. Als Vorbild diente der Latone-Brunnen aus den Gärten von Schloss Versailles. Der Name würdigt Kate Buckingham, die eine Million Dollar für den Bau des Brunnens spendete und ihn den Bürgern Chicagos widmete. Er wurde am 26. August 1927 eingeweiht. Entsprechend seiner Lage nicht weit vom Ufer des Sees repräsentiert das Hauptbecken des Brunnens den Lake Michigan, einschließlich von vier um den Brunnen herum angeordneten Skulptursätzen mit Seepferdchen aus Bronze im Art-déco-Stil, welche die vier an den See angrenzenden Bundesstaaten symbolisieren. Der Springbrunnen ist von Mitte April bis Mitte Oktober von 8:00 bis 22:00 Uhr in Betrieb. Er enthält etwa 5,7 Millionen Liter Wasser, über 800 fest verbaute Lichter und ist einer der größten Brunnen der Welt. Der Buckingham-Springbrunnen markierte den östlichen Endpunkt der legendären Route 66.
In der Titelsequenz der Serie Eine schrecklich nette Familie ist der Brunnen zu sehen.

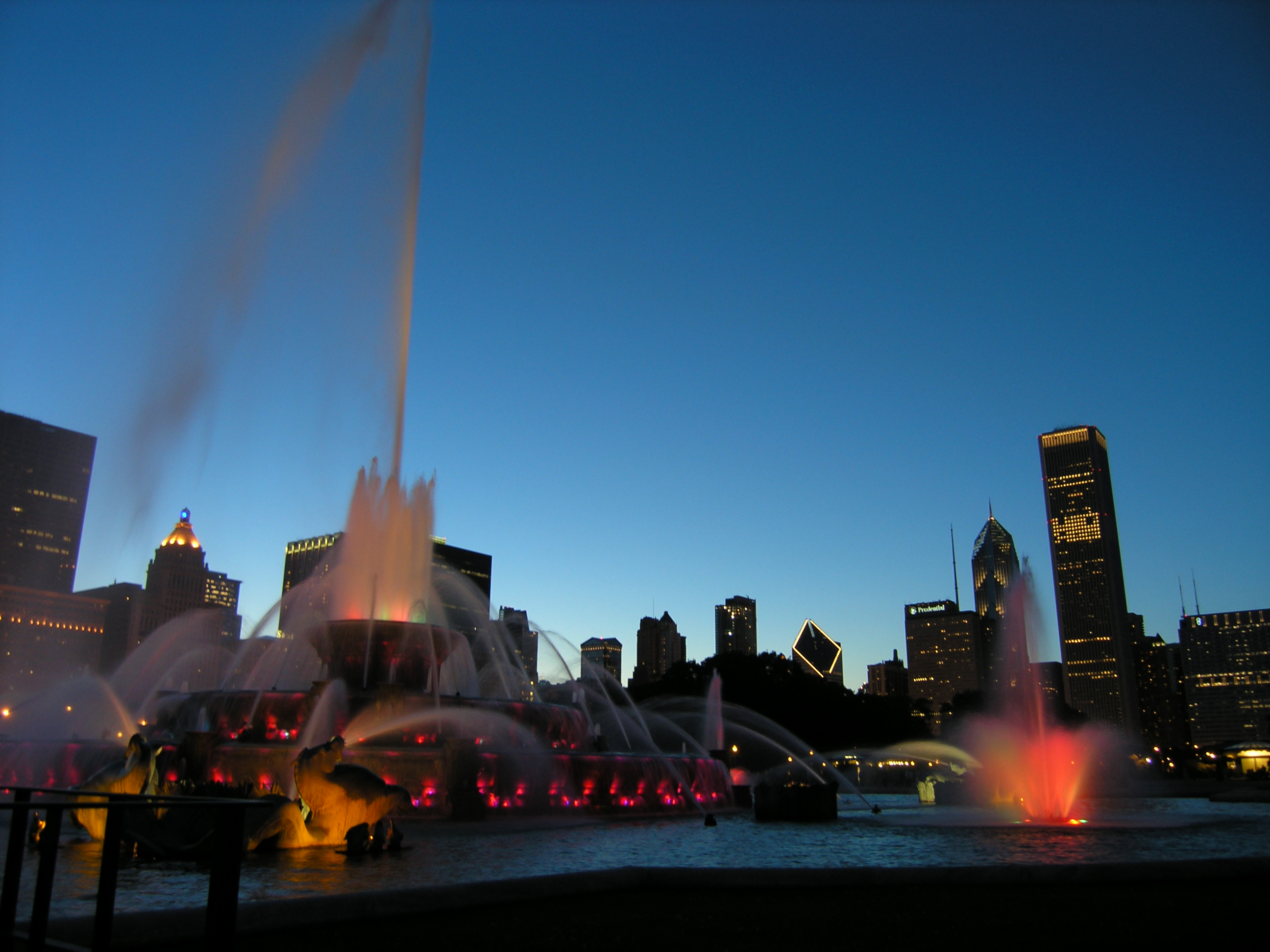
Am Abend
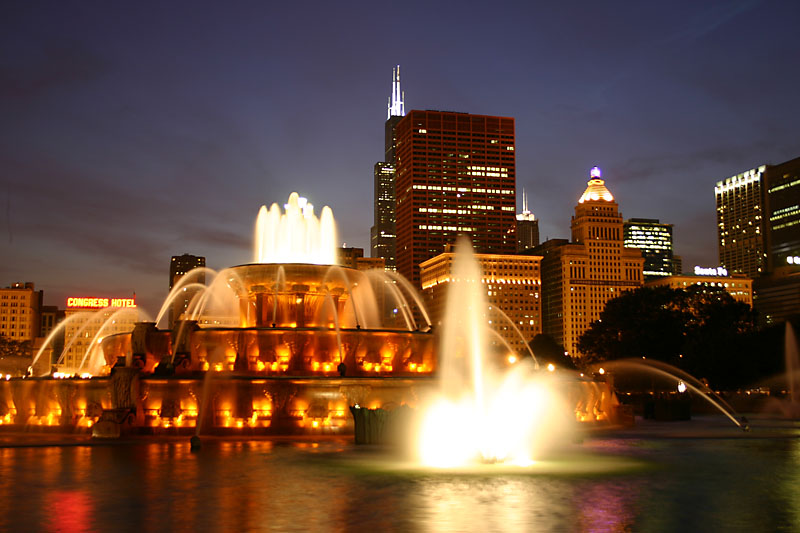
Bei Nacht
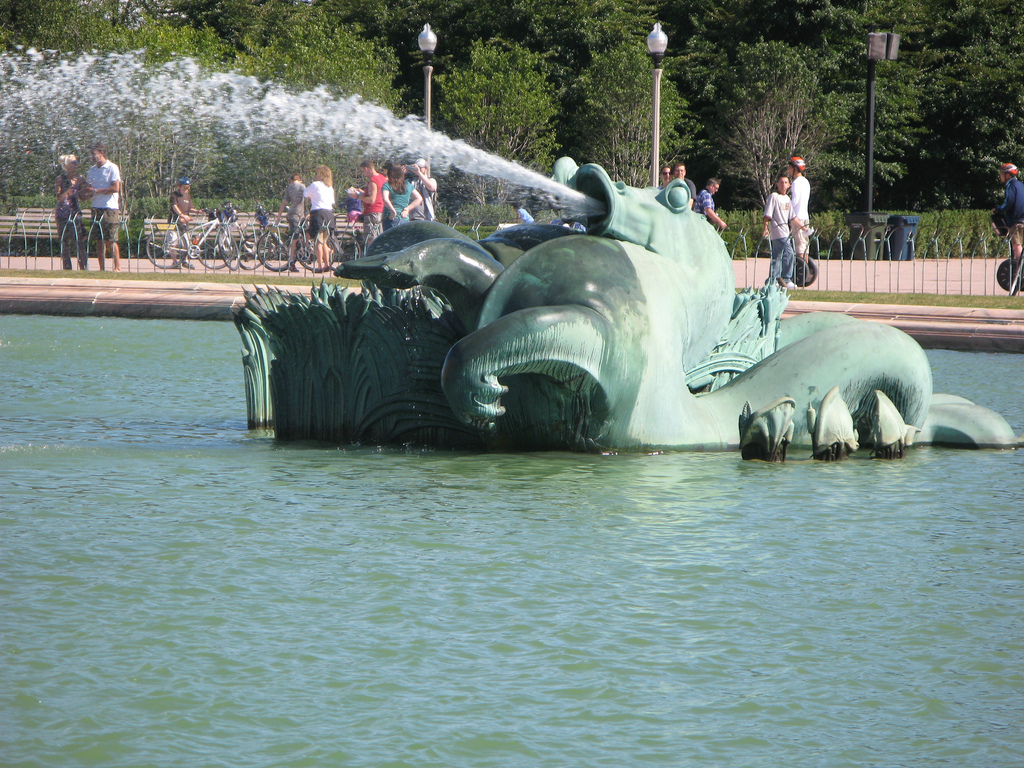
Eines der Seepferdchen